# Сосна белая мексиканская
Сосна́ бе́лая мексика́нская, или Сосна ве́ймутова мексиканская, или Сосна мексиканская (лат. Pīnus ayacahuīte) — вид хвойных деревьев рода Сосна.

## Распространение
Растёт в горах юга Мексики, а также в горах стран Центральной Америки: Гватемалы, Сальвадора и Гондураса.

## Ботаническое описание
Высокое дерево, достигающее в среднем 35-40 м в высоту (максимально 50 м), с диаметром ствола до 2 м. Форма кроны может быть пирамидальной либо конической.
Кора гладкая, тонкая, пепельно-серая в молодости, в зрелости темнеет, становясь серо-коричневой.
Ветви долгие, тонкие, гладкие, растут горизонтально с иглами на концах, нижние ветви часто пониклые.
Хвоя в пучках по 5 игл, длиной 10—18 см. Иглы прямые или слегка закрученные, гибкие.
Женские шишки растут по 2-4 на концах главных ветвей; длиной 15–40 см, светло-коричневые, золотистые. Семена светло-коричневые, длиной 5—8 мм и с крылышком длиной до 18-25 мм.

## Экология
Образует смешанные сообщества с другими видами хвойных, такими как Pinus chiapensis. От последней отличается тем, что часто склонна занимать более сухие и высокие участки. Умеренно устойчива к ржавчинному грибу.
Несмотря на южное происхождение, способна переносить кратковременное падение температуры до -30 °C.

## Использование и выращивание
Белая мексиканская сосна выращивается для использования в качестве сырья для целлюлозно-бумажной промышленности и для внутренних строительных работ. Промышленно культивируется в странах жаркого климата таких как — Кения, Танзания, Ангола, ЮАР, Бразилия, Индия, Австралия, преимущественно для посадки выбираются возвышенные местности с высотой от 500 м до 1500 м над уровнем моря. Также выращивается в Аргентине, Новой Зеландии.
В качестве декоративного дерева выращивается в Великобритании, Германии и США.

## Таксономия
Синонимы: 
- Pinus don-pedrii Roezl, 1857
- Pinus hamata Roezl, 1857
- Pinus loudoniana Gordon var. don-pedrii (Roezl) Carrière, 1867
- Pinus ayacahuite Ehrenb. ex Schltdl. var. oaxacana Silba, 1990

Имеет два подвида (разновидности):
- Pinus ayacahuite var. ayacahuite (syn. Pinus don-pedrii Roezl, Pinus hamata Roezl, Pinus loudoniana Gordon var. don-pedrii (Roezl) Carrière, Pinus ayacahuite Ehrenb. ex Schltdl. var. oaxacana Silba) — основной подвид, автоним.
- Pinus ayacahuite var. veitchii (Roezl) Shaw (syn. Pinus veitchii Roezl, Pinus popocatepetlii Roezl, Pinus loudoniana Gordon, Pinus ayacahuite subsp. loudoniana (Gordon) E.Murray, Pinus ayacahuite var. loudoniana (Gordon) Silba) — встречается, главным образом, только в Мексике.

Выделявшийся ранее третий подвид Pinus ayacahuite var. brachyptera ныне рассматривается как синоним Pinus strobiformis (сосна белая чихуахуаская).